# Centro para la Investigación de las Políticas Económicas
El Centro para la Investigación de las Políticas Económicas (CEPR, por las siglas en inglés de Centre for Economic Policy Research) es un laboratorio de ideas (think tank) paneuropeo, independiente, no partidista y sin ánimo de lucro. Su objetivo es mejorar la calidad de las decisiones políticas proporcionando investigaciones relevantes para las políticas, sólidamente basadas en conocimientos económicos, a los formuladores de políticas, al sector privado y a la sociedad civil. Tiene oficinas en Londres y París.
No debe confundirse con el Centro para la Investigación Económica y sobre Políticas (Center for Economic and Policy Research), que también utiliza las siglas CEPR, pero tiene otro carácter y su sede se encuentra en Washington. Nótese que el europeo escribe "centro" en inglés británico (centre), mientras que el norteamericano emplea la grafía de allí (center).

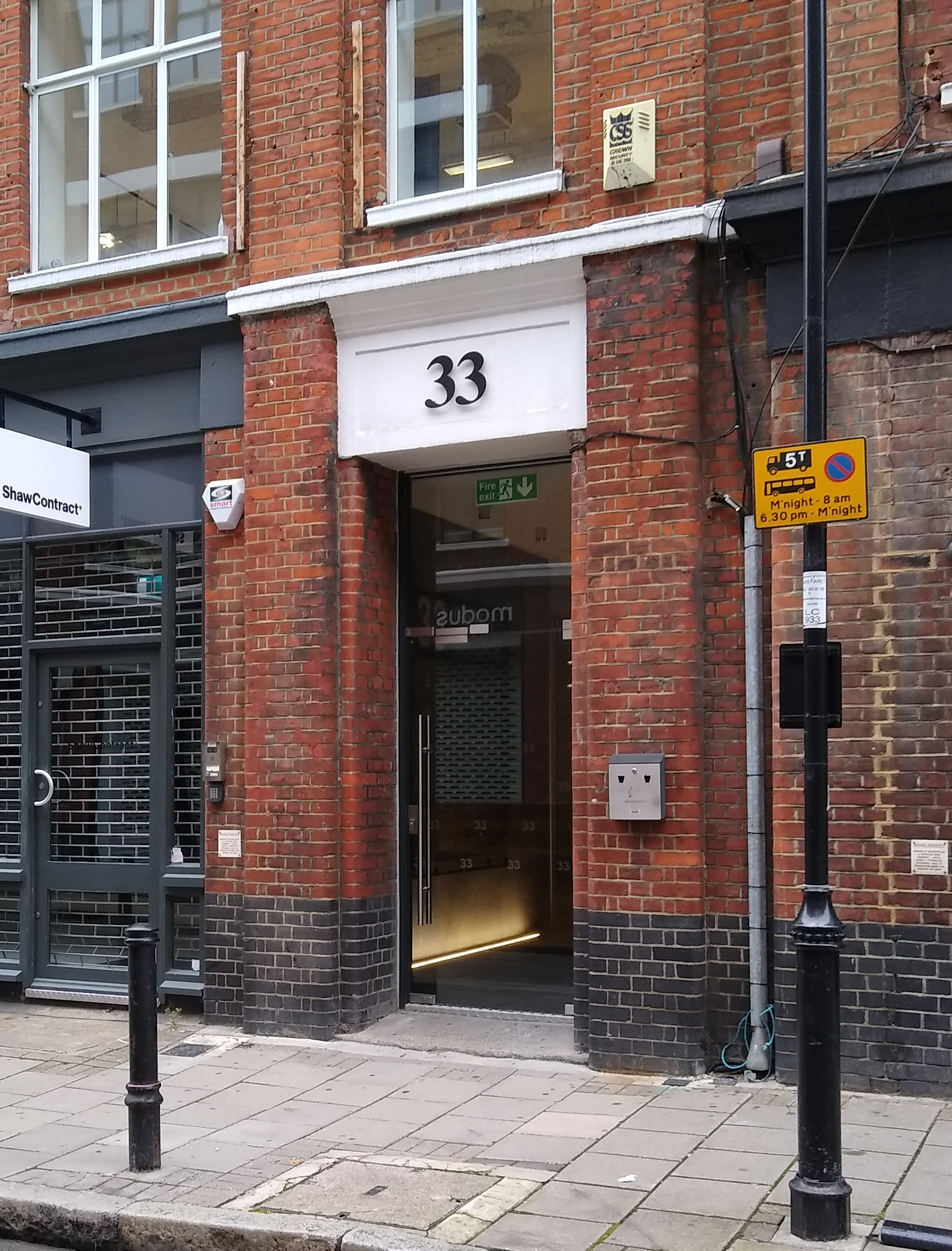
Oficinas del CEPR en Londres, en el número 33 de Great Sutton Street

## Historia
El CEPR fue fundado en 1983 por Richard Portes.El profesor de economía Richard Baldwin fue presidente entre 2014 y 2018 y, a principios de 2021, fue editor jefe.La profesora de economía y empresaria Béatrice Weder di Mauro asumió la presidencia en 2018.
El CEPR inauguró en octubre de 2021 su nueva oficina en París, que se convertirá en su sede central.Weder di Mauro declaró que el CEPR «es una organización con una fuerte identidad europea y, con el Brexit, sentimos la necesidad de establecernos en el continente».La oficina se ubica en Sciences Po, uno de los socios fundadores del CEPR en París junto con la aseguradora AXA, el Banco de Francia, el Ministerio de Educación Superior, Investigación e Innovación de Francia, el Ministerio de Economía y Finanzas de Francia y la Región de Île-de-France.

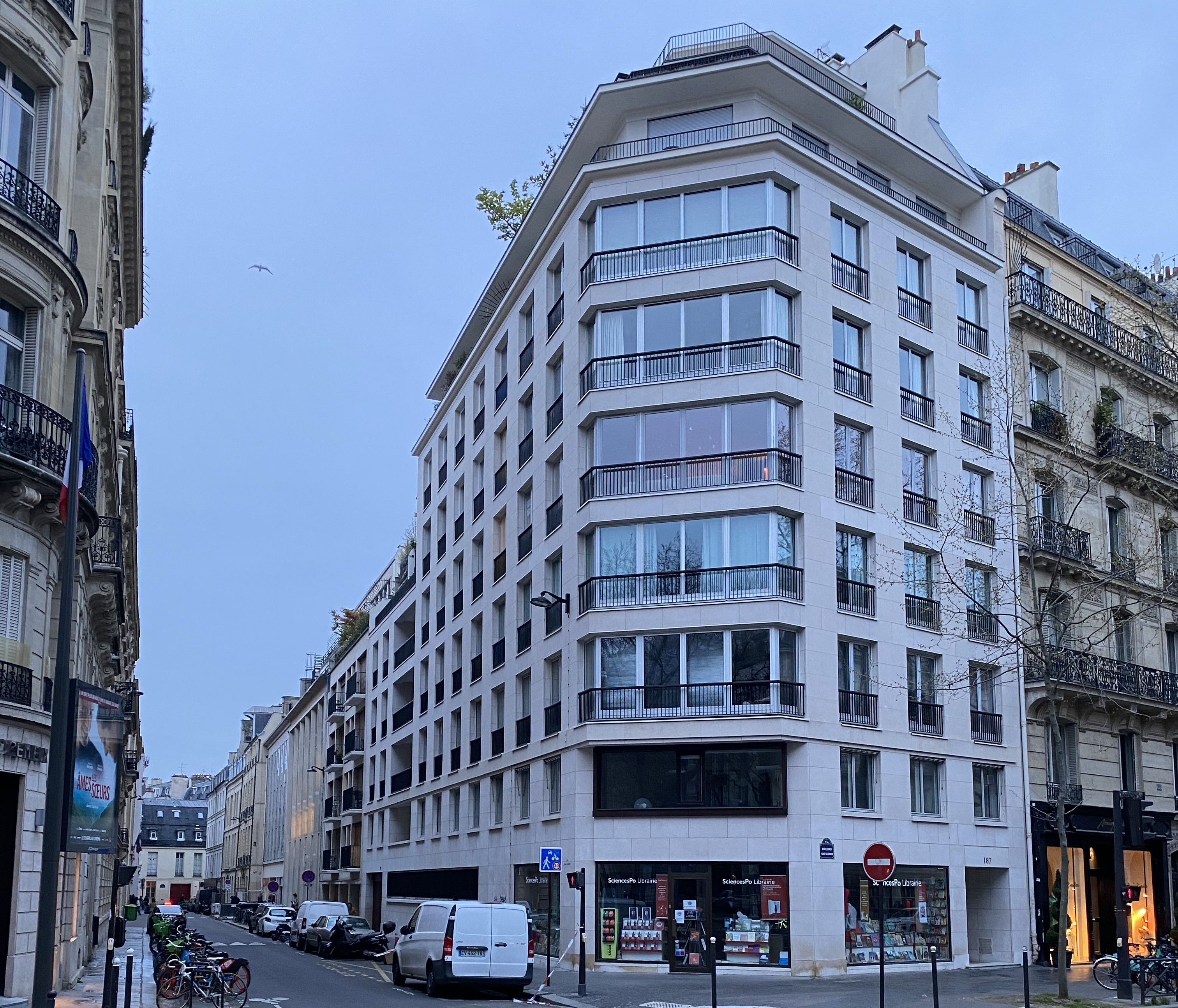
Oficinas del CEPR en el 187 del bulevar Saint-Germain, París

## Actividad
El CEPR recluta investigadores asociados y afiliados que permanecen en sus instituciones originarias, como organizaciones internacionales, institutos de investigación, universidades o departamentos de investigación de bancos centrales.A principios de 2022, la red del CEPR incluía a más de 1 700 de los principales economistas del mundo en más de 330 instituciones de 30 países.Los resultados de las investigaciones realizadas por esta red se difunden a través de diversas publicaciones, reuniones públicas, talleres y conferencias. Tiene su sede en Londres.
El CEPR organiza una serie de eventos a lo largo del año. Pueden variar desde conferencias abiertas a las que puede asistir cualquiera hasta reuniones exclusivas para miembros del CEPR.
El CEPR está registrado como organización benéfica (n.º 287287) en el Reino Unido. Cuenta con el apoyo financiero de un gran número de bancos centrales, instituciones financieras privadas y organizaciones internacionales.Estos patrocinadores institucionales reciben beneficios especiales al obtener diferentes niveles de membresía.

### Documentos para debate
El CEPR difunde sus investigaciones primeramente a través de la CEPR Discussion Paper Series, en la que publica 870 artículos anualmente. En términos de descargas totales, esta serie CEPR ocupaba en noviembre de 2018 el quinto lugar entre todas las series de documentos de trabajo y revistas de economía, según la base de datos RePEc.

### VoxEU.org
VoxEU.org es una publicación web creada por el CEPR para promover «análisis de políticas basados en investigaciones y comentarios de economistas destacados». Se creó en junio de 2007, en colaboración con un consorcio de otros sitios europeos, entre ellos el sitio italiano LaVoce (que proporcionó inspiración para la idea y ayuda desde el principio), el sitio francés Telos, el sitio español Sociedad Abierta, el sitio alemán Ökonomenstimme y el sitio holandés MeJudice El objetivo declarado de VoxEU es «enriquecer el debate sobre política económica en Europa y más allá».
VoxEU promueve el análisis de políticas basado en investigaciones y los comentarios de "economistas destacados". El público al que va dirigido comprende economistas de gobiernos, organizaciones internacionales, el mundo académico y el sector privado, así como periodistas especializados en economía, finanzas y negocios. Los principales editores son economistas y periodistas económicos europeos, entre los que pueden citarse Richard Baldwin, Carol Propper, Tito Boeri, Juanjo Dolado, Romesh Vaitilingam y Charles Wyplosz.
Según su propia declaración, VoxEU recibe mensualmente alrededor de medio millón de visitas a sus páginas. Clive Crook, en su blog, trata favorablemente la contribución de VoxEU a los debates políticos.

### Informe de Ginebra
Cada año desde 1999, el CEPR ha publicado el Informe de Ginebra sobre la economía mundial (Geneva Report, que también se podría traducir al español como Informe Ginebra, sin el "de", pero no es lo habitual) como un proyecto conjunto con el Centro Internacional de Estudios Monetarios y Bancarios (ICMB por sus siglas en inglés), una fundación independiente asociada al Instituto Universitario de Estudios Internacionales y de Desarrollo en Ginebra. Además, el CEPR y el ICMB publican ocasionalmente informes especiales como parte de la serie Informe de Ginebra.